# Robert Schälzky
L'abate Robert Johann Schälzky, O.T. (Braunseifen, 13 agosto 1882 – Lana, 27 gennaio 1948) servì come 61º Gran maestro e Abate generale dell'Ordine teutonico dal 1936 al 1948.
Durante il suo servizio come Gran Maestro l'Ordine Teutonico subì la soppressione formale (non canonica) e la perdita dei suoi beni per colpa dell'Anschluss dell'Austria da parte del governo nazista.